# غاردنر وليامز
غاردنر وليامز (بالإنجليزية: Gardner Williams)‏ (16 أبريل 1877 – 14 ديسمبر 1933) كان سباح، من الولايات المتحدة، مثّل بلاده في الألعاب الأولمبية الصيفية 1896.

## وصلات خارجية
- غاردنر وليامز على موقع أوليمبيديا (الإنجليزية)